# Biokovo (traghetto)
Il Biokovo è un traghetto appartenente alla compagnia di navigazione croata Jadrolinija.

## Servizio
Varato il 23 maggio 2009 nel cantiere navale Brododsplit-BSO di Spalato con il nome di Biokovo e consegnato il 22 luglio successivo alla Jadrolinija, prende servizio il giorno seguente nei collegamenti tra Spalato e Rogac, dove opera tutt'oggi.

## Navi gemelle
- Hrvat
- Marjan
- Jurat Dalmatinac